# Bichiș
Bichiș (węg. Magyarbükkös) – wieś w Rumunii, w okręgu Marusza, w gminie Bichiș. W 2011 roku liczyła 222 mieszkańców.